# Шиварово
Шиварово (болг. Шиварово) — село в Болгарии. Находится в Бургасской области, входит в общину Руен. Население составляет 305 человек (2022).

## Политическая ситуация
В местном кметстве Шиварово, в состав которого входит Шиварово, должность кмета (старосты) исполняет Азис Идириз Муса (Движение за права и свободы (ДПС)) по результатам выборов правления кметства.
Кмет (мэр) общины Руен — Дурхан Мехмед Мустафа (Движение за права и свободы (ДПС)) по результатам выборов в правление общины.